# Karoline Luise, Prințesă de Saxa-Weimar-Eisenach
Prințesa Karoline de Saxa-Weimar-Eisenach (Karoline Luise; 18 iulie 1786 – 20 ianuarie 1816) a fost prințesă de Mecklenburg-Schwerin prin căsătorie. A fost fiica lui Karl August, Mare Duce de Saxa-Weimar-Eisenach și a soției acestuia, Louisa de Hesse-Darmstadt.

## Arbore genealogic
1. ↑  Dictionary of Women Worldwide[*] Verificați valoarea |titlelink= (ajutor)